# Uniforme de béisbol
Un uniforme de béisbol es un tipo de uniforme que utilizan todos sus jugadores. La mayoría de los uniformes de béisbol poseen impresos en sus espaldas los nombres y los números de los jugadores que los utilizan. Las remeras (chaquetas), pantalones, zapatillas, medias, gorras, y guante son las partes que componen un uniforme de béisbol. La mayoría de los uniformes poseen diversos logotipos y colores para distinguir a los equipos. Los uniformes permiten distinguir a los dos equipos.

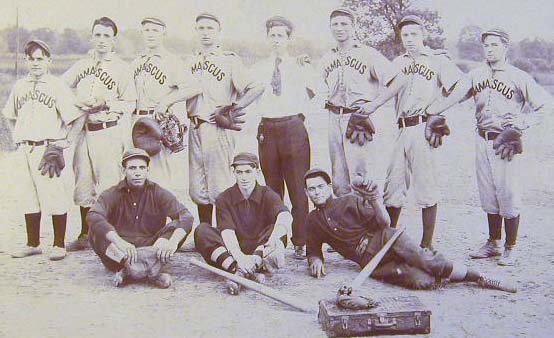
Ejemplo de uniformes de béisbol del siglo XIX.

En 1849 el Knickerbockers de Nueva York, fue el primer equipo en utilizar uniformes para jugar al béisbol. En la actualidad, la venta de réplicas de uniformes y productos derivados  son una importante fuente de ingresos para los equipos de las Grandes Ligas.